# Diane Copenhagen
Pour les articles homonymes, voir Copenhagen.
Diane Copenhagen, née le 28 juin 1986 à Mountain View (Californie), est une joueuse de volley-ball américaine. Elle mesure 1,87 m et joue au poste de réceptionneuse-attaquante.

## Clubs
| Club                              | De           | À         |
| --------------------------------- | ------------ | --------- |
| University of Southern California | 2004-2005    | 2006-2007 |
| VC Weert                          | 2009-2009    | 2009-2009 |
| Heutink Pollux                    | 2009-2010    | 2009-2010 |
| Béziers Volley                    | 2010-2011    | 2010-2011 |
| Avtodor-Metar                     | 2011-2011    | 2011-2011 |
| Gigantes de Carolina              | 2012-2012    | 2012-2012 |
| Ereğli Belediye                   | 2012-2013    | 2012-2013 |
| Fujian Xi Meng Bao                | 2013-2014    | 2013-2014 |
| Indias de Mayagüez                | 2014-2014    | 2014-2014 |
| Salihli Belediyespor              | 2014-2015    | 2014-2015 |
| Criollas de Caguas                | janvier 2016 | …         |

## Palmarès

### Équipe nationale
- Championnat d'Amérique du Nord des moins de 18 ans
  - Vainqueur : 2002.

### Clubs
- Championnat de Porto Rico
  - Vainqueur : 2016.